# Universidade Politécnica de Hong Kong
A Universidade Politécnica de Hong Kong (PolyU, chinês tradicional: 香港理工大學, chinês simplificado: 香港理工大学, romanização Yale do cantonense: Hēunggóng Léihgūng Daaihhohk, pinyin: Xiānggǎng Lǐgōng Dàxué, Jyutping: Hoeng1gong2 lei5gung1 daai6hok6, em inglês:  Hong Kong Polytechnic University) é uma instituição de ensino superior pública situada em Hung Hom, Hong Kong, região administrativa especial da República Popular da China. Estabelecida em 1937, foi reconhecida e financiada pelo governo local em 1994.
A universidade mantém oito faculdades e colégios, que abrangem ciências aplicadas, negócios, construção, meio ambiente, engenharia, ciências sociais, saúde, humanidades, projetismo, hotelaria e gestão de turismo.
A universidade oferta mais de cento e sessenta programas ministrados para mais de 25 800 alunos. É considerada a maior instituição pública de ensino superior em número de alunos. Em 2020, a universidade ficou na vigésima quinta posição da lista das universidades asiáticas da revista britânica Times Higher Education, em décima quinta posição na lista das universidades jovens pela mesma revista, e na septuagésima quinta posição na lista das universidades internacionais pelo QS World University Rankings.

## História
A Escola de Comércio do Governo foi fundada em 1937. Situada em Wood Road, Wan Chai, a escola foi a primeira instituição técnica pós-secundária de Hong Kong que possuía financiamento público. Após a Segunda Guerra Mundial, a escola foi renomeada para Colégio Técnico de Hong Kong em 1947, e abriu novas instalações em Hung Hom em 1957.
Em 1972, a instituição foi estabelecida como Politécnica de Hong Kong, cujo objetivo era fornecer formação profissional para atender à necessidade de trabalhadores qualificados. Em 25 de novembro de 1994, obteve a aprovação do Comité de Bolsas Universitárias e Politécnicas (UGC) para acreditação de programas de graduação, tendo recebido o estatuto de universidade completa, e o nome alterado para Universidade Politécnica de Hong Kong.